# Palazzo Turchi di Bagno
Pour les articles homonymes, voir Turchi.

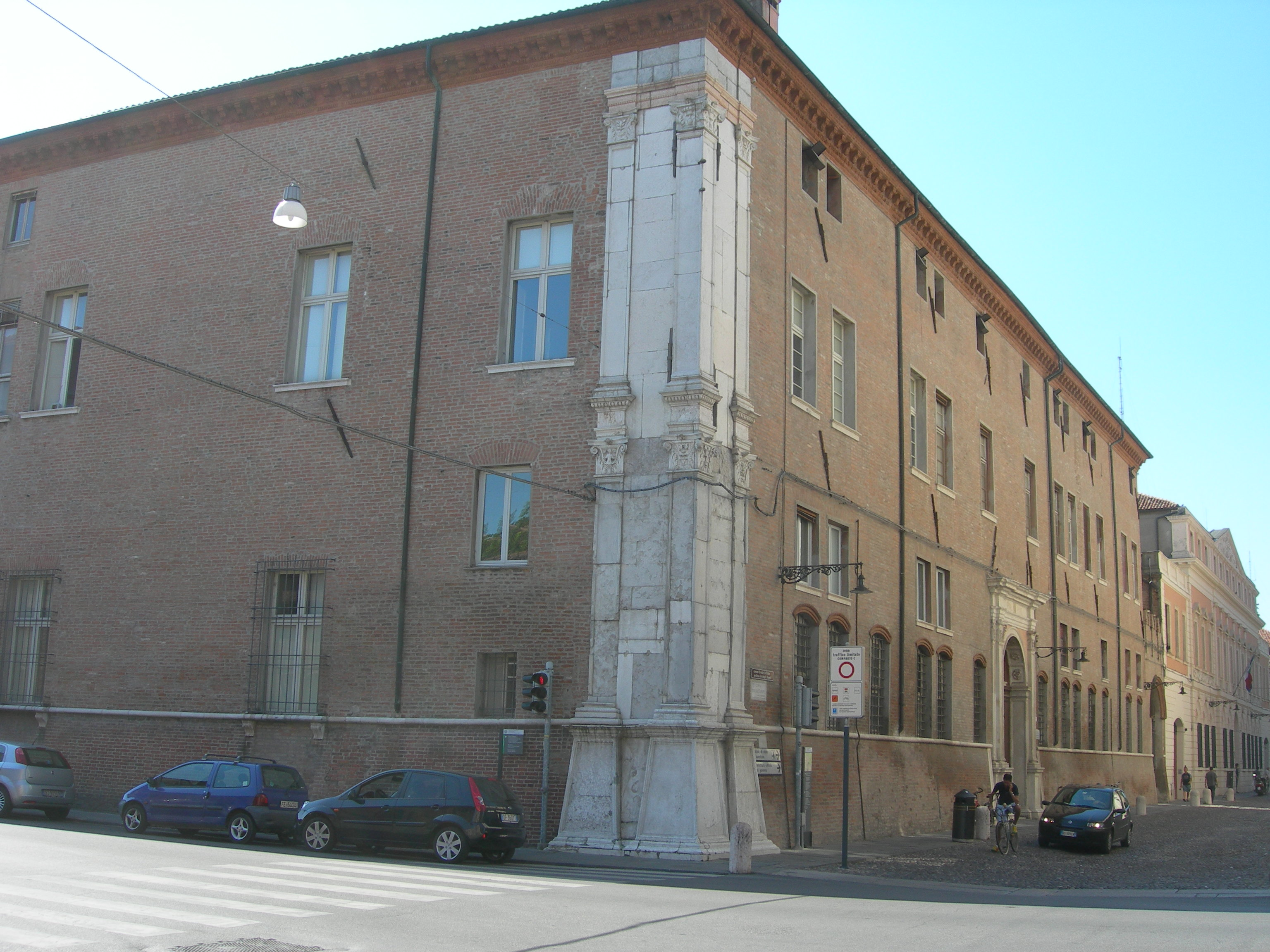
Le palazzo Turchi di Bagno.

Le palazzo Turchi di Bagno est un palais historique situé Corso Ercole I d'Este à Ferrare en Émilie-Romagne.
Conçu, en 1495, par le célèbre architecte Biagio Rossetti, il est un des éléments les plus importants du Plan d’urbanisme de 1492. Il forme avec le palazzo dei Diamanti, le  palazzo Prosperi-Sacrati et le palazzo Bevilacqua, le dit « Quadrivio degli Angeli » (Carrefour des Anges).

## Description

### Extérieur
Le palais présente une façade linéaire en briques rouges caractérisée par un pilastre cornier en pierre blanche coiffé par des chapiteaux corinthiens, unique élément décoratif notable, avec le portail d'accès.

## Histoire
Propriété de la famille Bagno, il est vendu à l'État en 1933. Durant la Seconde Guerre mondiale, il est fortement endommagé par les bombardements. Ensuite, il est restructuré pour devenir un siège universitaire et muséal : depuis 1962, il abrite le jardin botanique de l'université de Ferrare. Aujourd'hui, il est également le siège du Département de biologie et d'évolution et du musée de paléontologie et de préhistoire « Piero Leonardi » (it).